# آماندا لسیتر
آماندا لسیتر (انگلیسی: Amanda Lassiter؛ زادهٔ ۹ ژوئن ۱۹۷۹) بازیکن بسکتبال اهل ایالات متحده آمریکا است.